# Architextualidad
Se denomina architextualidad, dentro de la categoría más general de intertextualidad y según la definición del narratólogo Gérard Genette en su obra Palimpsestos, "la relación genérica o género literario: la que emparenta textos en función de sus características comunes en géneros literarios, subgéneros y clases de textos". Por ejemplo, la relación que guarda el texto Cosecha roja de Dashiell Hammett con el archigénero épico o narrativo, el subgénero narrativo novela y la clase de textos novela policiaca. 